# Campeonato Amateur de Guayaquil 1940
El Campeonato Amateur de Guayaquil de 1940, más conocido como Liga de Guayaquil 1940, fue la 19.ª edición de los torneos amateurs del Guayas y fue organizado por la FEDEGUAYAS.
Durante este torneo se coronaría como campeón del torneo al 9 de Octubre, siendo este el séptimo equipo en llegar a ser campeón de manera invicta después de que los cuadros de Sporting Packard  en 1926, Gral. Córdova en los torneos de 1927 y 1928, Racing Club en 1931, Athletic de Guayaquil en 1932, Italia en 1937 y Panamá en 1938, además este sería su primer título absoluto durante el amauterismo tras haber ascendido en la edición de 1935, por otro lado sería el equipo más goleador del torneo con 24 anotaciones y solo recibiría junto con el Patria que terminaría siendo subcampeón de esta edición solo 8 anotaciones en contra siendo estos los equipos con la valla menos vencida en el caso del descenso, bajarían los cuadros de Uruguay y Diablo Rojo siendo este su última participación ya que nunca volvería a jugar en la división mayor, mientras que jugarían en su lugar los equipos de Norte América y Guayaquil SC campeón e subcampeón de la división intermedia respectivamente.
El 9 de Octubre obtendría por tercera vez el título en este torneo mientras que el Patria obtendría su quinto subcampeonato.

## Formato del torneo
La Liga de Guayaquil 1940 se jugó con el formato de una sola etapa y fue de la siguiente manera:
Primera Etapa (Etapa Única)
La Primera Etapa se jugó un todos contra todos en encuentros de solo ida dando un total de 5 fechas en la cual se definirá al campeón e subcampeón de la temporada a los dos equipos de mejor puntaje en caso de igualdad de puntos se lo definiría por gol diferencia.

## Sede
| Guayaquil        |
| ---------------- |
| Municipal        |
| Capacidad: 5 000 |
|                  |

## Equipos participantes
Estos fueron los 6 equipos que participaron en la Liga de Guayaquil de 1940.
| Equipos participantes | Equipos participantes | Equipos participantes | Equipos participantes |
| --------------------- | --------------------- | --------------------- | --------------------- |
| Diablo Rojo           | Panamá                | Uruguay               |                       |
| Italia                | Patria                | 9 de Octubre          |                       |

## Única Etapa

### Partidos y resultados
| Fecha 1      | Fecha 1   | Fecha 1          |
| Equipo Local | Resultado | Equipo Visitante |
| ------------ | --------- | ---------------- |
| 9 de Octubre | 2-1       | Panamá           |
| Patria       | 8-0       | Uruguay          |
| Italia       | 0-0       | Diablo Rojo      |

| Fecha 2      | Fecha 2   | Fecha 2          |
| Equipo Local | Resultado | Equipo Visitante |
| ------------ | --------- | ---------------- |
| Uruguay      | 0-1       | Diablo Rojo      |
| Patria       | 1-5       | 9 de Octubre     |
| Italia       | 5-3       | Panamá           |

| Fecha 3      | Fecha 3   | Fecha 3          |
| Equipo Local | Resultado | Equipo Visitante |
| ------------ | --------- | ---------------- |
| Diablo Rojo  | 0-5       | Patria           |
| 9 de Octubre | 3-1       | Italia           |
| Uruguay      | 1-0       | Panamá           |

| Fecha 4      | Fecha 4   | Fecha 4          |
| Equipo Local | Resultado | Equipo Visitante |
| ------------ | --------- | ---------------- |
| 9 de Octubre | 9-2       | Diablo Rojo      |
| Uruguay      | 1-2       | Italia           |
| Panamá       | 2-2       | Patria           |